# Szoftverágens
Az informatikában az ágensek (latinul: agēns, jelentése: „cselekvő”), vagy ágensarchitektúrák olyan mesterséges alkotások, mint például a robotok, amelyek programozható voltuk miatt jól használhatók szimulációra, modellezésre és egyéb szabályozó mechanizmusok tanulmányozására. A létrehozott ágens vagy „test” lehet önálló (autonomous agent), azt belehelyezhetik egy környezetbe, ezáltal a lény az adott környezet ingereinek hatására bekövetkező viselkedésében fog megnyilvánulni. A test és a környezet lehet számítógépes szimuláció eredménye, de lehet valódi környezetbe helyezett robot is, mely például hálózat irányítása alatt áll. Lényeges vonása ennek a módszernek, hogy az ágens nem csak feldolgozza a beérkező jeleket, hanem – mivel „teste” van – vissza is tud hatni a környezetére, és szenzorai révén folyamatosan érzékeli saját működésének eredményét , ami befolyásolni fogja további viselkedését. Így tehát egy folyamatos visszacsatolás valósulhat meg, akárcsak az élő rendszerek esetében. Az ágensek így az életjelenségek utánozására kitalált műszaki-szellemi eredmények.

## Csoportjai
Vannak autonóm és intelligens ágensek, szociális ágensek stb. Csoportosíthatók az ágensek reaktív, szimbolikus, Belief-Desire-Intention stb. intencionális rendszerekre.
A szoftver területén vannak szoftverágensek, jelentősek az alkalmazásaik: interfész- és információs ágensek, ágensek az elektronikus kereskedelemben, intelligens asszisztensek, oktató ágensek, perszonalizáció, szintetikus karakter témák is – mind ágenseket alkotnak.
Az elosztott mesterséges intelligencia és a kommunikáció területén léteznek ágens-építő szoftverrendszerek és multi-ágens rendszerek is.
Az ágensekkel foglalkozó részterületi ismeretek a kommunikációs nyelvek, a beszédaktus-elmélet elemei, a KQML-KIF szabvány és a kooperáció.
Fontos kérdés az ágenseknél a kooperáció és koordináció. Ide tartoznak a koordináció különböző modelljei és algoritmusai, a strukturális koordináció, a contract net protokoll és variánsai, piaci (market) modellek, hangyatársadalmak modelljei (stigmergia), az emergens struktúrák, és az egyezkedés (negotiation).
Multi-ágens architektúrák és nyelvek (szoftvermérnöki alkalmazások) témakörébe tartozik a Belief-Desire-Intention-interpreter, a pattern-ek és a layered approach.
Mobil ágensek esetén fontos szerep jut a biztonsági problémák kutatásának és az azokra kínált megoldásoknak.
A mobil ágens rendszerek és nyelvek, az alkalmazott ágens-technológia, szabványosítás, az ágens-alapú szimuláció, a mesterséges élet (ALIFE) az ágensek átfogó témakörei.

## Külső hivatkozások
- https://web.archive.org/web/20060207053454/http://www.agent.ai/
- http://www-db.stanford.edu/OntoAgents/LINK_0_D41D8CD98F00B204E9800998ECF8427E.html#CARD_4
- szemantikus weboldal indexelő Archiválva 2005. június 11-i dátummal a Wayback Machine-ben